# Colossendeis pedunculata
Colossendeis pedunculata är en havsspindelart som beskrevs av Pushkin, A.F. 1993. Colossendeis pedunculata ingår i släktet Colossendeis och familjen Colossendeidae. Inga underarter finns listade i Catalogue of Life.